# Bluegrass
El bluegrass és un estil musical, inclòs en el country que, a la primera meitat del segle xx, es va conèixer com a hillbilly. Té les seves arrels últimes en la música tradicional d'Anglaterra, Irlanda i Escòcia, portada pels immigrants de les Illes Britàniques a la regió dels Apalatxes, encara que va patir també influències d'estils musicals afroamericans, principalment el jazz i el blues.

## Denominació
El nom bluegrass procedeix del nom de l'àrea en què es va originar, anomenada "regió Bluegrass" (en anglès Bluegrass region), que inclou el nord de l'estat de Kentucky i una petita part del sud de l'estat d'Ohio. Al seu torn, la regió va prendre el seu nom de la paraula "bluegrass" ("herba blava"), nom comú de la poa dels prats, una gramínia del gènere Poa, freqüent a la zona. Bill Monroe, anomenat el "pare del bluegrass" va fundar el 1939 el grup Blue Grass Boys, que es deia un homenatge al seu estat natal, Kentucky. Aquest és l'origen de la utilització del terme per designar l'estil musical. El terme no es va popularitzar als Estats Units fins als anys 1950, sent conegut anteriorment com a hillbilly.

## Instruments
La música bluegrass és interpretada per bandes els instruments principals solen ser guitarra, banjo, mandolina, violí i  baix, als quals s'afegeix a vegades el dobro. La part vocal és harmonitzada en trio o duo, sempre amb una veu molt alta de característic so estripat i cautivant conegut com a "high Lonesome sound". Quant a la lletra expliquen històries senzilles de tipus dramàtic, amorós o religiós vistes des del punt de vista d'un muntanyenc.

## Història del bluegrass
El bluegrass es va desenvolupar com a gènere musical en la segona meitat dels anys 1940. Encara que sol donar-se a Bill Monroe el títol de "pare del bluegrass", en realitat les arrels de l'estil són anteriors, remuntant-se a les antigues bandes de corda rurals i mineres del segle xix, populars en diversos estats del sud-est dels Estats Units, amb influències d'altres estils musicals, com el blues, el ragtime o el jazz. La denominació de l'estil sí que deriva de la banda formada el 1939 per Bill Monroe, els Blue Grass Boys. A partir de 1945, el grup de Monroe va incorporar a les seves files a l'intèrpret de banjo Earl Scruggs, creador de l'anomenat "estil Scruggs" de tocar l'instrument. L'etapa dels Blue Grass Boys entre 1945 i 1948 és el moment de consagració del gènere, creant-se en aquesta època el característic so i la configuració instrumental considerats canònics del bluegrass.
A finals dels anys 1940, altres bandes van començar a conrear aquest mateix estil. Els primers van ser els Stanley Brothers, que va gravar el 1947 la cançó tradicional Molly and Tenbrooks l'estil dels Blue Grass Boys.

### Primera generació
La primera generació de músics de bluegrass va dominar el gènere des dels seus inicis a finals dels anys 1940 fins a mitjans de la dècada de 1960. Els més coneguts són Bill Monroe i els seus Blue Grass Boys, els Stanley Brothers, Lester Flatt i Earl Scruggs, i el seu grup, els Foggy Mountain Boys, i Don Reno.

### Segona generació
A mitjans de la dècada de 1960 va entrar en escena una nova generació de músics, generalment formats en bandes de la generació anterior. Els més importants són J.D. Crowe, Doyle Lawson i Tony Rice. En aquesta segona generació va començar a desenvolupar-se la variant de l'estil coneguda com a bluegrass progressiu, en grups com New Grass Revival, Seldom Scene i Osborne Brothers.

### Tercera generació
La tercera generació va aconseguir la primacia a mitjans dels anys 1980, i va suposar diversos canvis importants en el desenvolupament estilístic del bluegrass. El baix elèctric substituir al baix acústic, encara que els restants instruments del conjunt van continuar sent acústics. Es va fer menys freqüent la utilització de la guitarra rítmica. Algunes bandes van desenvolupar un estil similar al conegut com "mur de so" ("wall of sound"). Destaquen grups com IIIrd Tyme Out i Lonesome River Band. A aquesta generació pertany també la que és en l'actualitat la intèrpret més reeixida d'aquest estil, la cantant i violinista Alison Krauss. Per la seva acostament al pop independent (indie) destaca també el grup Nickel Creek.

## Intèrprets destacats
- Alison Krauss
- Bill Monroe
- Earl Scruggs
- The Ditty Bops
- Cherryholmes
- Ricky Skaggs